# Гонконгский политехнический университет
Гонконгский политехнический университет (香港理工大學, Hong Kong Polytechnic University, также известен как PolyU или HKPU) — общественный университет, расположенный в Гонконге, в районе Хунхам. Основан в 1937 году как правительственная торговая школа, в 1994 году получил статус университета. Финансируется Гонконгским комитетом университетских грантов. Сотрудничает с 440 учебными заведениями из 47 стран. Среди известных выпускников университета — кинорежиссёр Вонг Карвай, модельер Вивьен Там и музыкант Пол Вонг.

## История
Основан в 1937 году в районе Ваньчай как первое финансируемое властями техническое учебное заведение Гонконга. После Второй мировой войны школу переименовали в Гонконгский технический колледж. В 1957 году колледж открылся в новом кампусе, расположенном в районе Хунхам (округ Коулун-Сити). В 1972 году колледж получил название The Hong Kong Polytechnic, в 1994 году был аккредитован как университет и соответственно поменял своё название.
В 2013 году в аудиториях университета проходили мероприятия очередной Викимании. В ноябре 2019 года в ходе масштабных антиправительственных протестов кампус политехнического университета стал одним из главных центров оппозиционно настроенных студентов и антипекинских активистов.
Согласно различным рейтингам, Гонконгский политехнический университет входит в пятёрку ведущих университетов Гонконга и в число 30-и лучших университетов Азии.

## Структура
Гонконгский политехнический университет включает в свой состав восемь факультетов и школ:
- Факультет прикладной науки и текстиля (департаменты прикладной биологии и химических технологий, прикладной математики, прикладной физики[8], институт текстиля и одежды)
- Факультет бизнеса (школа бухгалтерского учёта и финансов, департаменты логистики и морских исследований, менеджмента и маркетинга)
- Факультет строительства и окружающей среды (департаменты строительства и недвижимости, разработки коммунальных услуг, гражданской инженерии и окружающей среды, топографической съёмки и гео-информатики)
- Инженерный факультет (департаменты компьютерной техники, электротехнической инженерии, электронной и информационной инженерии, промышленной и системной инженерии, механической инженерии, биомедицинской инженерии)
- Факультет здравоохранения и общественных наук (департаменты прикладных общественных наук, технологий и информатики здравоохранения, реабилитационных наук, школа ухода и школа оптометрии)
- Гуманитарный факультет (департаменты китайских и двуязычных исследований, английского языка, китайской культуры, центр английского языка[9], центр общего образования)
- Школа дизайна
- Школа гостиничного и туристического менеджмента
- Колледж профессионального и последипломного образования (Гонконгский общественный колледж, школа профессионального образования и повышения квалификации руководящих кадров)

Гонконгский политехнический университет имеет спортивные команды по лёгкой атлетике, футболу, бадминтону, сквошу, теннису, настольному теннису, баскетболу, гандболу, волейболу, фехтованию, карате, тхэквондо, гребле и плаванию.

## Кампус
У главного университетского кампуса имеется более 20 зданий и корпусов, многие из которых связаны между собой. Некоторые корпуса названы именами филантропов, остальные обозначаются латинскими буквами. В состав кампуса входят учебные корпуса, лаборатории, студенческие общежития, построенная в 2000 году многоцелевая аудитория (Jockey Club Auditorium), помещения для спорта, развлечений, отдыха и питания, выставочные залы, театр, бассейн, скверы и спортивные площадки, музей, несколько магазинов (в том числе книжный магазин) и отделений банков.
Особо ярким экстерьером выделяется 15-этажная «Инновационная башня Жокей-клуба», построенная в 2013 году по проекту британского архитектора Захи Хадид. В башне разместилась университетская Школа дизайна, в том числе выставочные и лекционные залы, студии и архитектурные мастерские.
Также на территории кампуса расположен Hotel ICON, открывшийся в 2011 году. Он одновременно предназначен для размещения клиентов и обучения студентов университетской школы гостиничного и туристического менеджмента.
Университетская библиотека (Pao Yue-kong Library) основана в 1972 году, в 1976 году два её подразделения слились в новопостроенном шестиэтажном комплексе. В 1995 году библиотека была названа именем миллиардера и филантропа Юэ-Кон Пао (Бао Юган). В библиотеке насчитывается около 2,8 млн книг и 600 тыс. электронный файлов.
Самостоятельный статус имеет созданный в 2001 году при университете Гонконгский общественный колледж (учебные корпуса расположены в двух кампусах — Хунхам-Бэй и Западный Коулун).

## Научные исследования
Гонконгский политехнический университет проводит значительные научные исследования. Он получил за свои изобретения и разработки более 200 различных премий, в том числе 70 золотых наград на международных выставках и конференциях. Среди крупнейших центров — Исследовательский центр авиационных услуг (совместный проект университета и американской компании Boeing) и Гонконгский исследовательский институт текстиля и одежды.
Среди других значительных проектов: контроль безопасности высокоскоростных железных дорог, электромобили, мягкие контактные линзы, электронное оборудование для слабовидящих, высокотехнологические протезы, медицинская электроника, космическое оборудование, экологически чистые строительные материалы из переработанных отходов, наночастицы для очистки воды.